# 贤良镇
贤良镇，是中华人民共和国浙江省丽水市庆元县下辖的一个乡镇级行政单位。

## 行政区划
贤良镇下辖以下地区：
新村、湖池村、库源村、青林村、溪沿村、贤良村、富林村、黄淤村和石川村。
贤良镇-基本概况
大鲵之乡贤良镇东邻张村乡，南接荷地镇，西连五大堡乡，北靠合湖、百山祖乡。镇政府所在地海拔600米，距县城40公里。有丰富的森林和水力资源，其中山林面积98468亩，其中毛竹0.7万亩，木材蓄积量42.38万立方米，年林木采伐量0.7万立方米，森林覆盖率87.3%，人均拥有林地18.3亩，其中贤良村后原始森林为县级自然保护小区，现正在开发为森林生态旅游景点。
全镇辖9个行政村24个自然村，62个村民小组，总人口4866。有丰富的森林和水力资源，其中山林面积98468亩，其中毛竹0.7万亩，木材蓄积量42.38万立方米，年林木采伐量0.7万立方米，森林覆盖率87.3%，人均拥有林地18.3亩，其中贤良村后原始森林为县级自然保护小区，现正在开发为森林生态旅游景点。[1] 
9个行政村是：湖池村 石川村 贤良村 溪沿村 青林村 库源村 富林村 黄淤村 新村村
贤良镇是典型的山区农业镇，资源丰富，出产香菇、羊、土鸡、毛竹、药材、烤烟、锥栗、茶叶、木材、田鱼、稻米、大豆等。镇党委、政府因地制宜，发挥优势，走可持续发展的富民强镇战略，2003年与省农业厅结对帮扶，大力扶持山地养殖、香菇标准化生产、毛竹示范园区、吊瓜基地、茶叶基地等，形成以食用菌生产为主，山地养殖、药材种植等为辅的效益农业之路，初具农业产业化规模，其中山地养殖、香菇标准化生产是县重点实施乡镇。二次创业以来，大力招商引资，工业经济有新发展，全镇共有工业企业8家，主要生产木制品、毛竹加工等为主，2004年实现工业产值1300万元，已开发和正在开发的电站5座，总装机容量达12000千瓦。多方筹措资金，加强基础设施建设，已建成石川村市级示范村，农民的生产生活条件逐步改善。
镇内可开发的旅游资源有古廊桥、古民居建筑群等。在镇富民强镇战略精神指导下，将建成一个生活富裕、生态良好的可持续发展之镇。

特色产业
```
   
娃娃鱼养殖业

   娃娃鱼，是大鲵的俗称，为国家二级保护动物，生长在海拔500至1200米山涧水流中，可食用、药用保健和供观赏。贤良镇自然环境优越，有丰富的娃娃鱼资源，
```

但没有被开发和利用。近年来，镇党委、政府针对娃娃鱼喜阴喜静，可利用山洞、溪旁屋及家里置缸进行养殖，既不占用农田、又可增加农民收入等优势，将娃娃鱼
作为农业开发的重点，并出台扶持政策。不久前，该镇还获批建立100公顷省级种质资源保护区，这是目前我省唯一一个以娃娃鱼为保护对象的自然保护区。为此，
这个镇计划投资2140万元，根据水情、水性，因水制宜地确立科研项目，提高水域的产出率。
```
   贤良镇一手抓野生娃娃鱼保护与发展利用，一手抓娃娃鱼人工规模养殖，以被省海洋与渔业局列入娃娃鱼保护与开发项目为契机，在洋心建立了大鲵驯养繁殖基
```

地，成立山鼎大鲵研发有限公司。公司实行托养制，并为托养户免费提供饲料、疾病防治等，三年后由公司回收,按市场价70%付给托养户。他们还投资2200万元，建
起了全省最大的娃娃鱼野外仿生态繁殖基地，面积达150亩,进行人工驯养，年可人工繁育苗种3至5万尾。目前，全镇人工养殖娃娃鱼达3100尾，许多农户过起了“上
山种果蔬、家中做渔民”的生活。
```
   
食用菌产业

   以香菇为主的食用菌是贤良镇的传统产业、也是贤良镇农业农村的支柱产业，为农民的脱贫致富和县域经济的发展发挥了极其重要的作用。
```

1. ↑  . 中国·国家地名信息库.
2. ↑  . 中华人民共和国国家统计局. 2023 （中文（中国大陆））.[]